# Павлос Каррер
Па́влос Карре́р (грец. Παύλος Καρρέρ, італ. Paolo Carrer; * 12 травня 1829, Закінф — † 7 червня 1896, там само) — грецький композитор.

## Біографічні відомості
Навчався на острові Закінф (учень Мандзараса), потім навчався у Мілані. На його творчість значно вплинула італійська музика. Автор опери «Маркос Боцаріс» (прем’єра — в Патрах 1861 року; перед тим фрагменти виставлялися в Афінах) на сюжет із національної історії. Також з Грецькою революцією 1821 року ідейно пов’язані його опери «Пані Фросіні» (Закінф, 1869) та «Деспо, героїня Сули» (Патри, 1882). Решта опер Каррера («Данте й Беатріче», «Марія Антуанетта» та ін.;) більше пов’язані з італійським впливом; деякі з них було виставлено в Мілані та Парижі. Також написав понад трьохсот танців, сорок п’ять п’єс для фортепіано, твори у жанрі духовної музики, пісні тощо. Одна з його пісень, «Старий Дімос» на слова Валаорітіса, перетворилася на народну.

## Основні твори
- Προσκυνητής της Καστίλλης
- Κόντε Σπουργίτης
- Δάντης και Βεατρίκη (1852)
- Ισαβέλλα του Άσπεν (1853)
- Η αναζήσασα (1854)
- Μάρκος Μπότσαρης (1861)
- Άνθος της Μαρίας (1867)
- Κυρα-Φροσύνη (1868)
- Μαρία Αντουανέττα (1873–1874)
- Δέσπω ηρωίς του Σουλίου(1882)
- Μαραθών (1883)
- Σαλαμίς (1883)